# Aeroportul Tangshan Sannühe
Aeroportul Tangshan Sannühe (IATA: TVS, ICAO: ZBTS) este un aeroport din Tangshan⁠(d), Hebei, Republica Populară Chineză ce deservește zona Tangshan⁠(d). Aeroportul a fost tranzitat în 2022 de 346.024 de pasageri. A fost deschis în 13 iulie 2010.
Aeroportul dispune de o singură pistă. Este operat de HNA Infrastructure Investment Group⁠(d).